# 정덕계유 사마방목
정덕계유 사마방목(正德癸酉 司馬榜目)은 경상남도 진주시 가좌동 경상국립대학교에 있는, 조선시대 을해자활자본(乙亥字活字本)으로 찍어낸 책이다. 
2004년 3월 18일 경상남도의 유형문화재 제405호 경상국립대학교 소장 정덕계유사마방목으로 지정되었다가, 2018년 12월 20일 현재의 명칭으로 변경되었다.

## 개요
『사마방목(司馬榜目)』으로 현재까지 알려진 것 중 가장 오래된 것은 조선 제8대 예종 원년(1469)에 갑인자(甲寅字)로 찍어낸 것이다. 이 갑인자본은 지금 전해지지 않는다. 그 다음으로 오래된 것이 을해자활자본(乙亥字活字本)으로 찍어낸 이 방목이다.
이 책과 동일한 『정덕계유사마방목(正德癸酉司馬榜目)』은 현재 옥산서원(玉山書院)에 소장되어 있는데 보물 제524호로 지정되어 있고, 그 해에 발행한 『정덕계유문무잡과방목(正德癸酉文武雜科榜目)』은 강릉의 심교만 씨가 소장하고 있는데 역시 보물 제603호로 지정되어 있다.
현재 우리나라에 전해지고 있는 생원·진사방목은 조선시대 전체 생원 진사시 229회 중 170회에 가까운 방목이 국내외에 유포되고 있으나 그 중에서 금속활자 판본으로 된 방목은 대단히 희귀하다.
뿐만 아니라 현재 보물 제524호로 지정된 방목과 동일본(同一本)으로 추정된다. 한편 서지학(書誌學)상으로나 역사적 가치로 보아서도 이 방목은 조선의 인쇄사 연구·인물 연구·사회사 연구·방목 연구 및 과거제도사 연구 등에 귀중한 자료로 평가된다.

## 같이 보기
- 정덕계유사마방목 - 보물 제524-1호
- 정덕계유문무잡과방목 - 보물 제603호

## 참고 문헌
- 정덕계유 사마방목 - 국가유산청 국가유산포털